# Guerra dei Despenser
Il conflitto noto come guerra dei Despenser fu uno scontro fra le forze dei baroni capitanate da Isabella di Francia, regina d'Inghilterra, Ruggero Mortimer, I conte di March e da Tommaso Plantageneto, II conte di Lancaster, contro re Edoardo II d'Inghilterra ed i suoi favoriti, Hugh le Despenser, I conte di Winchester ed il figlio Ugo Despenser il giovane scoppiato fra il 1321 e il 1322. Lo scontro venne rinfocolato dall'atteggiamento oppositivo che i baroni adottarono contro il giovane Despenser e dopo la campagna estiva dei rivoltosi del 1321 Edoardo riuscì a ritagliarsi qualche tempo in pace per rimpolpare le proprie file di sostenitori così che quando le ostilità ripresero in inverno nel sud del Galles i realisti vinsero definitivamente alla battaglia di Boroughbridge del 16 marzo 1322 che di fatto chiuse le ostilità. Edoardo rimase quindi al potere fino al 1327 anno in cui Mortimer insieme all'amante e moglie del re Isabella di Francia non lo deposero.

## La rivalità con i Signori delle Marche
L'iniziale successo dei ribelli nella loro lotta era dovuta al grande potere dei Signori delle Marche, fin da quando Edoardo I d'Inghilterra aveva conquistato il Galles il loro potere non era diminuito di un centimetro e privi di un nemico da combattere in Galles diressero la loro attenzione alle lotte politiche interne all'Inghilterra.
L'inizio della guerra si può rintracciare con la morte avvenuta nel 1314 di Gilberto di Clare, VIII conte di Gloucester, egli era perito senza figli alla battaglia di Bannockburn e la sua scomparsa creava non solo un grande vuoto di potere, ma anche una gran quantità di terre che andavano redistribuite. La potente Signoria di Glamorgan andò quindi a sua sorella Eleonora de Clare che altri non era che la moglie di Ugo Despenser il giovane, che, di fatto, ne entrò in possesso.
I lord Ordainers che detenevano il monopolio del potere baronale nelle Marche, capitanati da Tommaso Plantageneto ebbero di che risentirsi poiché ritenevano che tale concessione ai Despenser fosse da imputarsi all'incredibile influenza che essi esercitavano sul re. Le Ordinanze emanate nel 1311 erano nate per riformare il sistema della corte inglese, per ridimensionare le prerogative del re, sovrintendere all'economia e quando, anni prima, a corte era in auge l'altro favorito Pietro Gaveston, marito di Margaret de Clare (ottobre 1293-aprile 1342), sorella di Eleonora de Clare, avevano fatto sentire la propria voce costringendolo all'esilio ed infine condannandolo a morte nel giugno 1312.
Ruggero Mortimer e Tommaso Plantageneto non erano i soli nemici dei Despenser, anche Humphrey de Bohun, IV conte di Hereford e Roger Mortimer di Chirk, zio di Ruggero, non erano da meno, d'altro canto il giovane Despenser avendo sposato una De Clare aveva avuto grandi doni, diverse proprietà e rendite nelle Marche. Quando poi egli entrò in possesso della Signoria di Glamorgan provocò le ire dei suoi due cognati, Roger d'Amory (1290 circa-prima del 14 marzo 1321 o 1322) e Hugh de Audley, I conte di Gloucester (1291 circa - 10 novembre 1347), marito della vedova di Gaveston sentendo che veniva defraudati di una proprietà che spettava loro di diritto. Quando poi i Despenser iniziarono a fregiarsi del titolo di Signori di Glamorgan le ostilità precipitarono.

## La vittoria ingannevole
Nel febbraio 1321 Mortimer, Hereforfd e il Plantageneto si accordarono per attaccare i Despenser nelle loro terre in Galles. Edoardo rispose nel mese di marzo mobilitando le forze che aveva nella regione e dimostrando di ritenere ogni attacco fatto ai Despenser come uno fatto alla corona e quindi passabile di tradimento. Edoardo andò fino a Gloucester e chiese ai Signori delle Marche di unirsi a lui, Mortimer ed Hereford declinarono, adunando ancora altri uomini il re marciò fino a Bristol dove ripeté il suo invito dando maggio come data per adunarsi, ancora una volta esso cadde nel vuoto.
A quel punto Mortimer ed Hereford attaccarono i Despenser, Newport, Cardiff e Caerphilly furono messe sotto assedio in una campagna che durò otto giorni prima di saccheggiare Gloucester, il Glamorgan e procedendo quindi verso nord per raggiungere il Plantageneto a Pontefract.
In giugno i baroni si riunirono a Sherburn-in-Elmet, nello Yorkshire, giurando un'alleanza reciproca e promettendo di destituire i Despenser per il bene di tutti.
Edoardo nel frattempo tornò a Londra dove convocò il Parlamento per decidere quale strategia usare nella guerra, intanto Mortimer spinse i suoi uomini verso est, in direzione di Londra, raggiungendo St Albans nel tardo mese di luglio. La capitale si rifiutò di concedere a Mortimer il diritto di entrare ed egli la mise sotto assedio, il Plantageneto lo raggiunse in agosto e la situazione si tese ulteriormente quando il giovane Despenser minacciò i ribelli da una nave sul Tamigi così che i baroni minacciarono di distruggere tutte le proprietà del re e le sue terre fuori Londra se Ugo non avesse smesso.
Aymer de Valence, II conte di Pembroke un potente conte con parecchi contatti in Francia intervenne per tentare di pacificare gli animi e tentare anche di convincere il re a ridimensionare il proprio "affetto" per i Despenser. I suoi tentativi rimasero lettera morta, Edoardo non acconsentì ne a esiliare i propri favoriti ne a negoziare con i baroni, tanto che alla fine pregò la regina Isabella di inginocchiarsi pubblicamente di fronte al marito per chiedergli di porli in esilio. Questo gli diede l'opportunità di farlo salvando anche la faccia asserendo che acconsentiva per evitare la crisi, ma fu chiaro a tutti che aveva intenzione di richiamarli dall'esilio appena possibile.

## La vittoria del re
A dispetto dell'esilio dei Despenser nell'autunno del 1321 la tensione fra i baroni, guidati dal Plantageneto ed il re era ancora molto alta, tanto che sui confini delle Marche entrambi gli schieramenti tenevano posizionati i propri uomini. In quel periodo Isabella compì un pellegrinaggio alla Cattedrale di Canterbury deviando dal percorso canonico per fermarsi al Castello di Leeds una fortificazione comandata da Bartholomew de Badlesmere, I barone Badlesmere (1275-14 aprile 1322) che era stato attendente di Edoardo, ma che in quell'anno si era unito ai ribelli. Egli era però assente e gli storici credono che la regina cercasse un pretesto per fornire un Casus belli infatti la moglie di lui Margaret de Clare si rifiutò di far entrare la sovrana e fra gli uomini di Isabella e quelli di Margaret scoppiò una scaramuccia. Edoardo reagì prontamente andando a mettere il castello sotto assedio e donò alla moglie il Great Seal of the Realm e le diede il controllo dell'Alta Corte di Giustizia (Inghilterra). Edoardo riguadagnò anche parte dell'appoggio popolare per quell'affronto fatto alla loro regina, i baroni che erano di impronta più moderata tornarono entro il seno reale e molti volontari si unirono al suo esercito. L'assedio terminò in ottobre, gli assediati furono severamente puniti ed Edoardo si trovò in una posizione abbastanza forte da permettergli di richiamare dall'esilio i Despenser. Mortimer, Hereford e il Plantageneto si ritrovarono per discutere la situazione e decisero una volta di più di combattere loro ed il re, intanto attorno alle Marche gallesi si era verificata una rivolta popolare tanto che sia Mortimer che Hereford dovettero tornare a sud per risolvere la questione.
In dicembre Edoardo viaggiò verso Cirencester preparandosi ad invadere i confini gallesi, intanto a nord il Plantageneto stava tentando di ottenere l'appoggio degli scozzesi nel tentativo di mettere insieme un maggior numero di uomini prima che il re riuscisse a riconquistare il sud del Galles.
Nel gennaio 1322 finalmente il sovrano piegò la resistenza dei ribelli presso il Severn e cominciò ad avanzare entro le Marche, per Mortimer e suo zio Chirk la situazione divenne insostenibile tanto che dovettero arrendersi a Shrewsbury il 22 gennaio.
Alla metà di quel mese i Despenser erano tornati in Inghilterra e insieme a Edoardo si diressero verso nord, in febbraio il re adunò le truppe presso Coventry, passarono il Trent e poco dopo venne combattuta la Battaglia di Burton Bridge, questa vide la vittoria dei realisti e meno di una settimana dopo essi vinsero di nuovo alla Battaglia di Boroughbridge. Ormai Edoardo aveva vinto, il Plantageneto venne catturato e ucciso poco dopo, Hereford morì nella battaglia e Mortimer aveva già dovuto cedere le armi, il controllo delle Marche restò in mano al re e ai Despenser.

## L'inaspettata conclusione
La guerra contro i Despenser cambiò del tutto la scena politica inglese, la vittoria di Edoardo fu un catalizzatore per la distruzione dell'Oligarchia dei baroni e diede al re l'opportunità di riappropriarsi di quelle prerogative che le Ordinanze gli avevano vietato.
Mortimer venne imprigionato presso la Torre di Londra da cui scappò nel 1323 andando a cercare asilo in Francia dove trovò la regina Isabella, ufficialmente in missione di pace, ma in realtà in cerca d'aiuto presso il fratello Carlo IV di Francia per liberarsi dei Despenser. I due si unirono, divennero amanti e ottennero l'aiuto desiderato nelle Fiandre e nel 1326 venne fatta partire l'Invasione dell'Inghilterra (1326), il tentativo ebbe successo, i due Despenser vennero catturati e uccisi, Edoardo fu deposto e ucciso poco dopo in circostanze poco chiare e Isabella e Ruggero divennero di fatto i Reggenti d'Inghilterra visto che il figlio del re Edoardo aveva solo quattordici anni. I due governarono fino al 1330 quando il giovane Edoardo III d'Inghilterra prese il potere, Mortimer venne squartato e la madre imprigionata.